# Polygala selaginoides
Polygala selaginoides är en jungfrulinsväxtart som beskrevs av Alfred William Bennett. Polygala selaginoides ingår i släktet jungfrulinssläktet, och familjen jungfrulinsväxter. Inga underarter finns listade i Catalogue of Life.